# Hof van Oranje

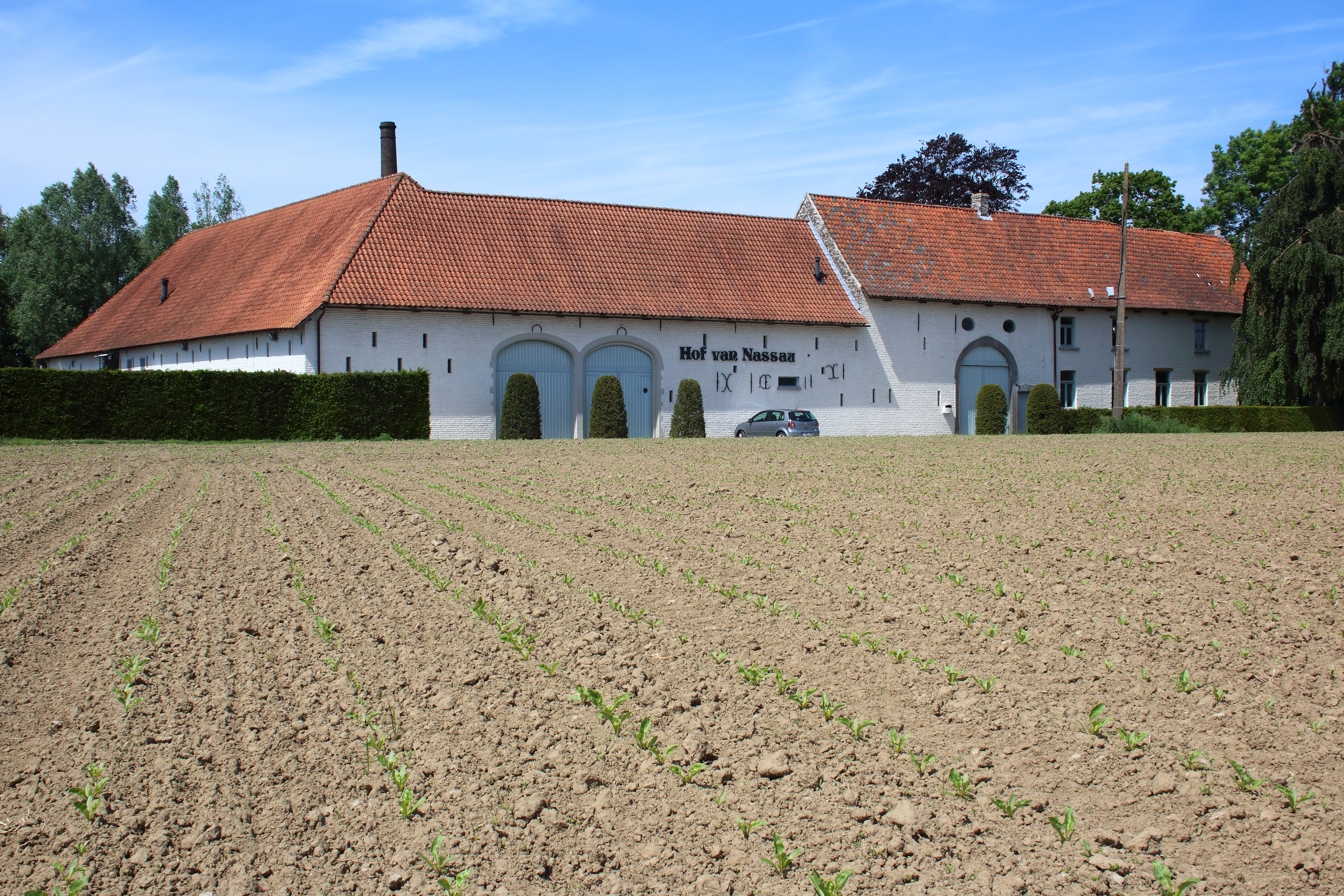
het Hof van Oranje

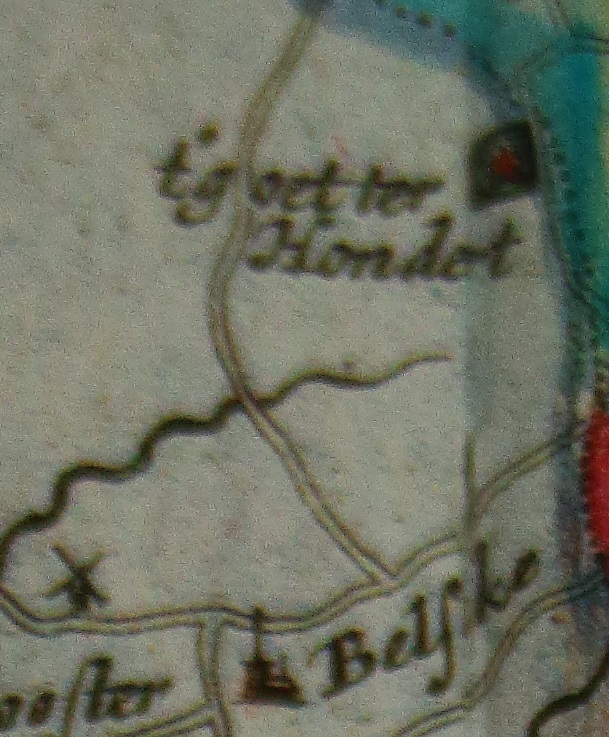
het Hof van Oranje (t'goet ter Hondert) in 1665

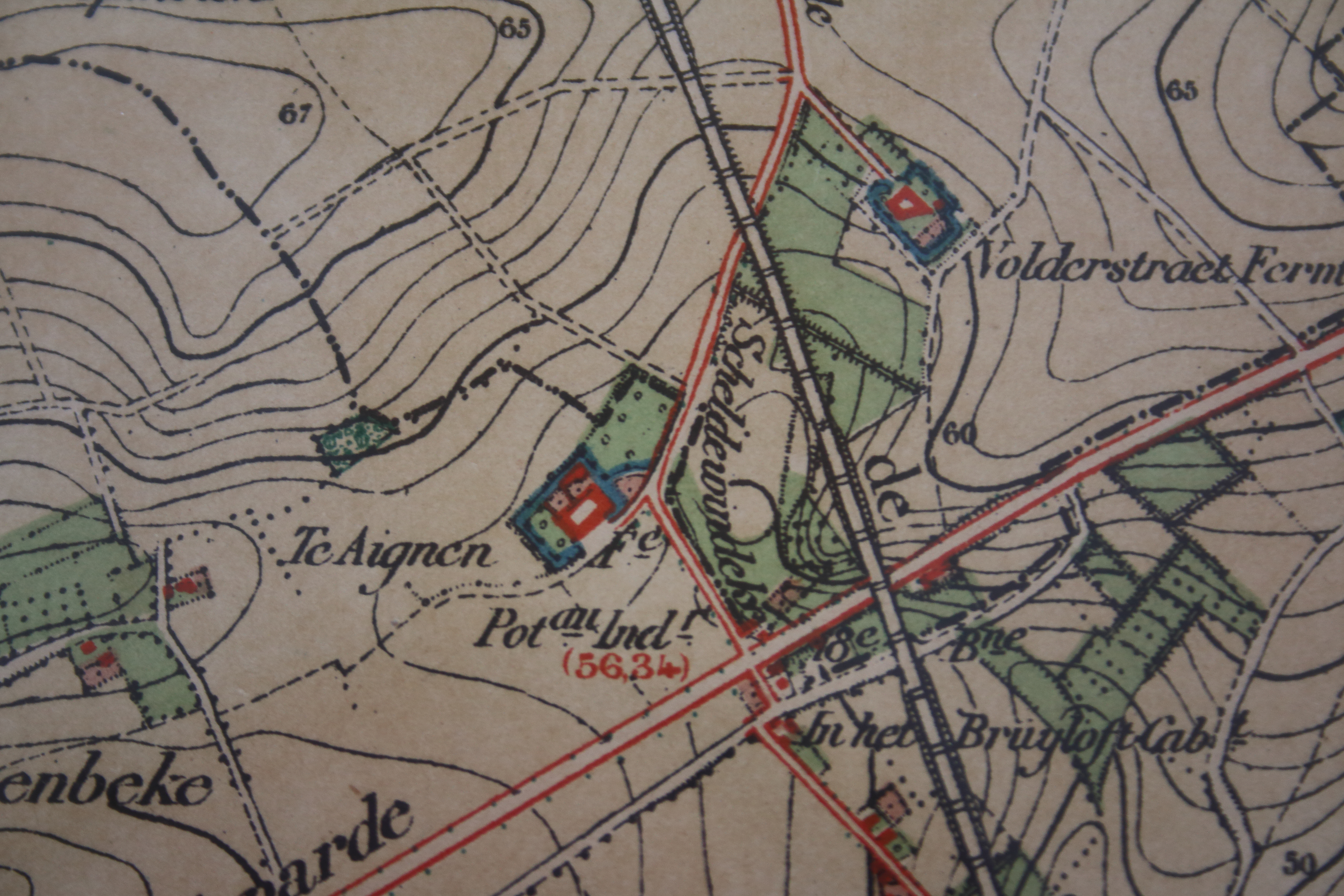
het Hof van Oranje (Hof Te Aignen) in 1872

Het Hof van Oranje (correcter: Hof Ter Haandert of Hof Te Aignen) is een historische hoeve in Velzeke-Ruddershove, een deelgemeente van de Belgische stad Zottegem.
In 1225 schonk Giselbrecht I (heer van Leeuwergem,  Ressegem en Massemen) een braakliggend terrein tussen Velzeke en Elene aan de Mechelse abdij van Pitzemburg; dit goed groeide later uit tot het Hof ter Haendert. Het Hof Ter Haandert werd al vermeld in de vijftiende eeuw. In 1567 en 1571 werd het bezet door Spaanse soldaten. Tot 1772 stond er een kasteel dat in 1694 als volgt werd beschreven: een casteel ofte schoon huys van plaisance, mette motte, walleen, steenen brugghe ende andere wercken, als ook een schoon pachtgoet daer medegaende. In 1772 kwam het goed in handen van (bestuurder van Zottegem in de Franse Tijd) Frans Van Aelbroeck, verwant van landbouwkundige Jan Lodewijk Van Aelbroeck. In oktober 1798 werd het Hof kortstondig bezet tijdens de Boerenkrijg. De naam Hof Ter Haandert werd in de volksmond verbasterd tot Hof tar Oonden of Hof van Oranje. In de hoeve was tot 2022 een horecazaak gevestigd (die 'Hof van Nassau' heette aangezien de oudere horecazaak 'Hof van Oranje' even verderop al bestond), hoewel de hoeve historisch gezien niets met het Huis Oranje-Nassau te maken heeft. Sinds 2022 is de hoeve een hoogtechnologisch revalidatiecentrum TrainM. De hoeve bestaat uit witgekalkte bakstenen gebouwen op een plint onder pannen zadeldaken. De gebouwen zijn gegroepeerd rondom een rechthoekig gekasseid erf. In de woning bevinden zich 19e-eeuwse fresco's die romantische landelijke scènes uitbeelden. Naast de inrijpoort staat het jaarinschrift 1773 vermeld. Er is ook een rondboogpoort in een omlijsting van arduin met sluitsteen en een bakstenen korfboogpoort. De hoeve is sinds 1977 beschermd als monument en de omgeving ervan als landschap.

## Afbeeldingen

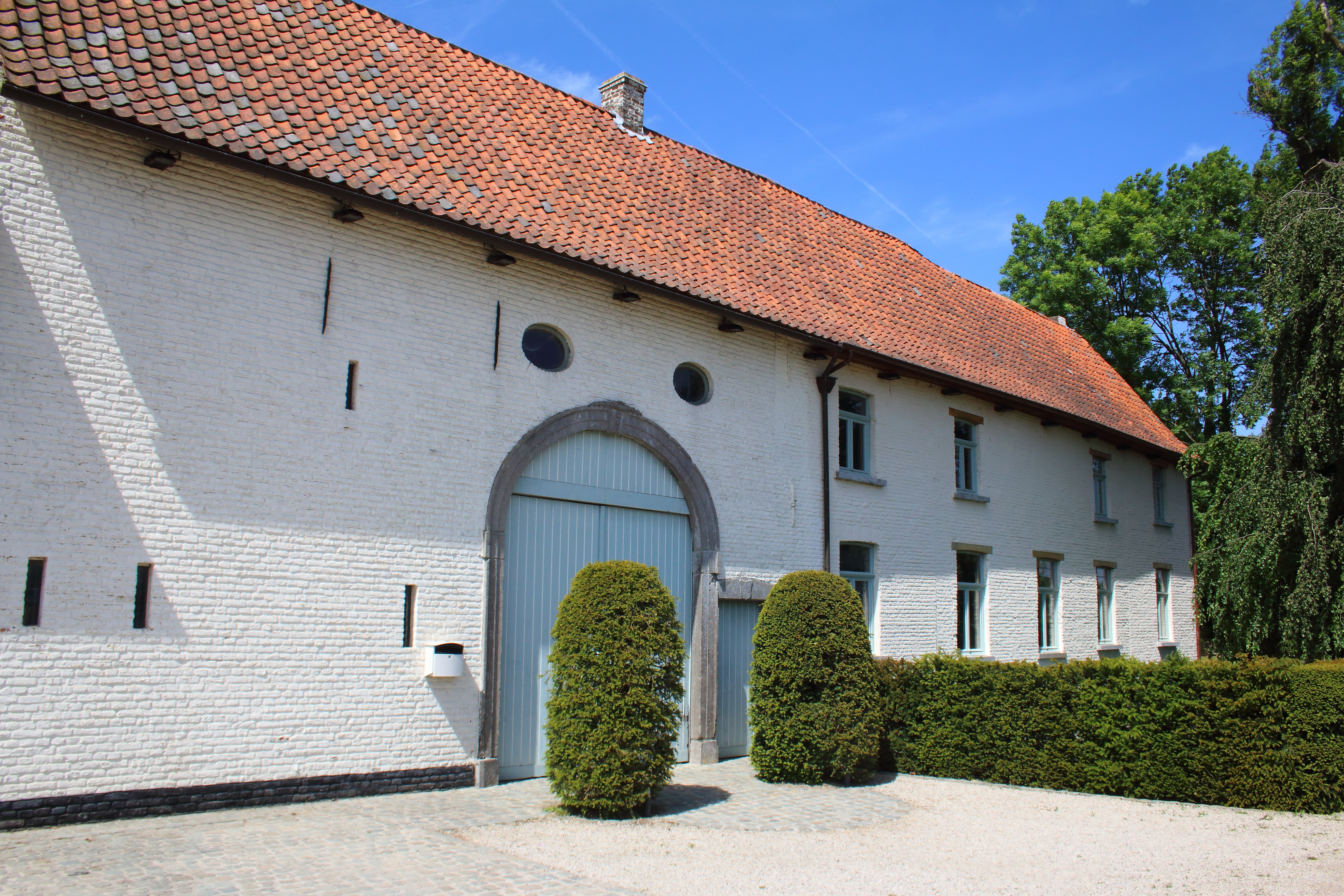
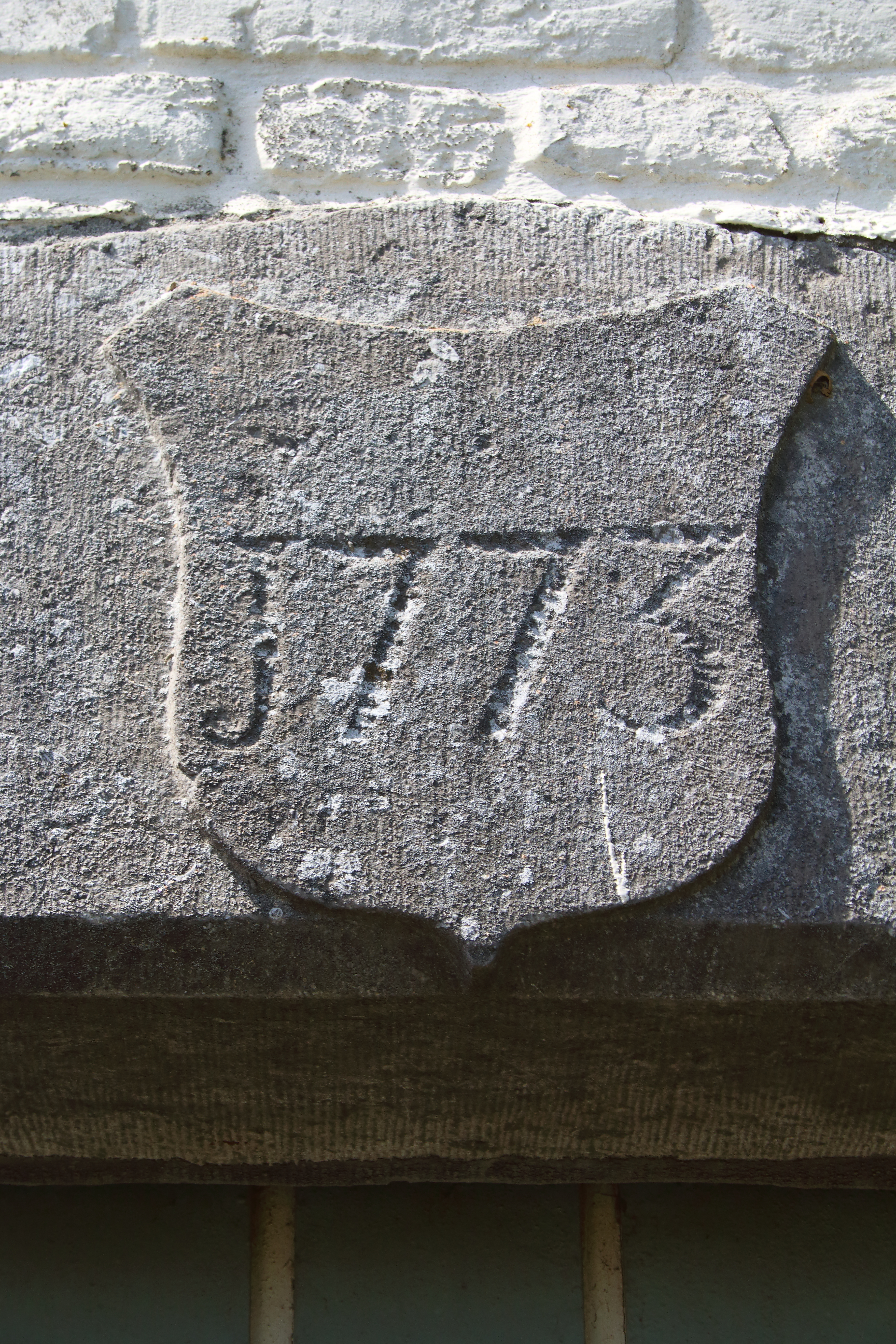
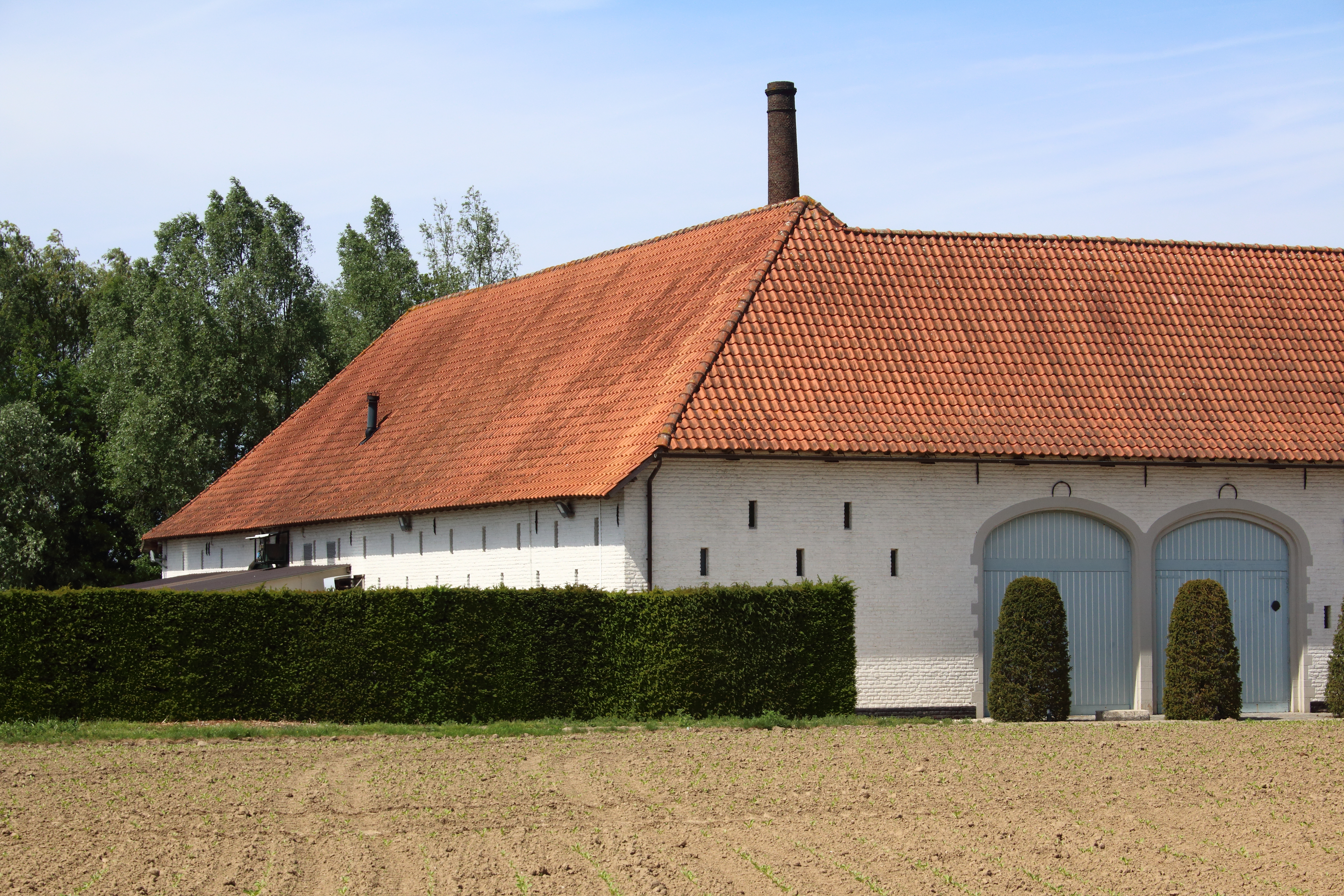
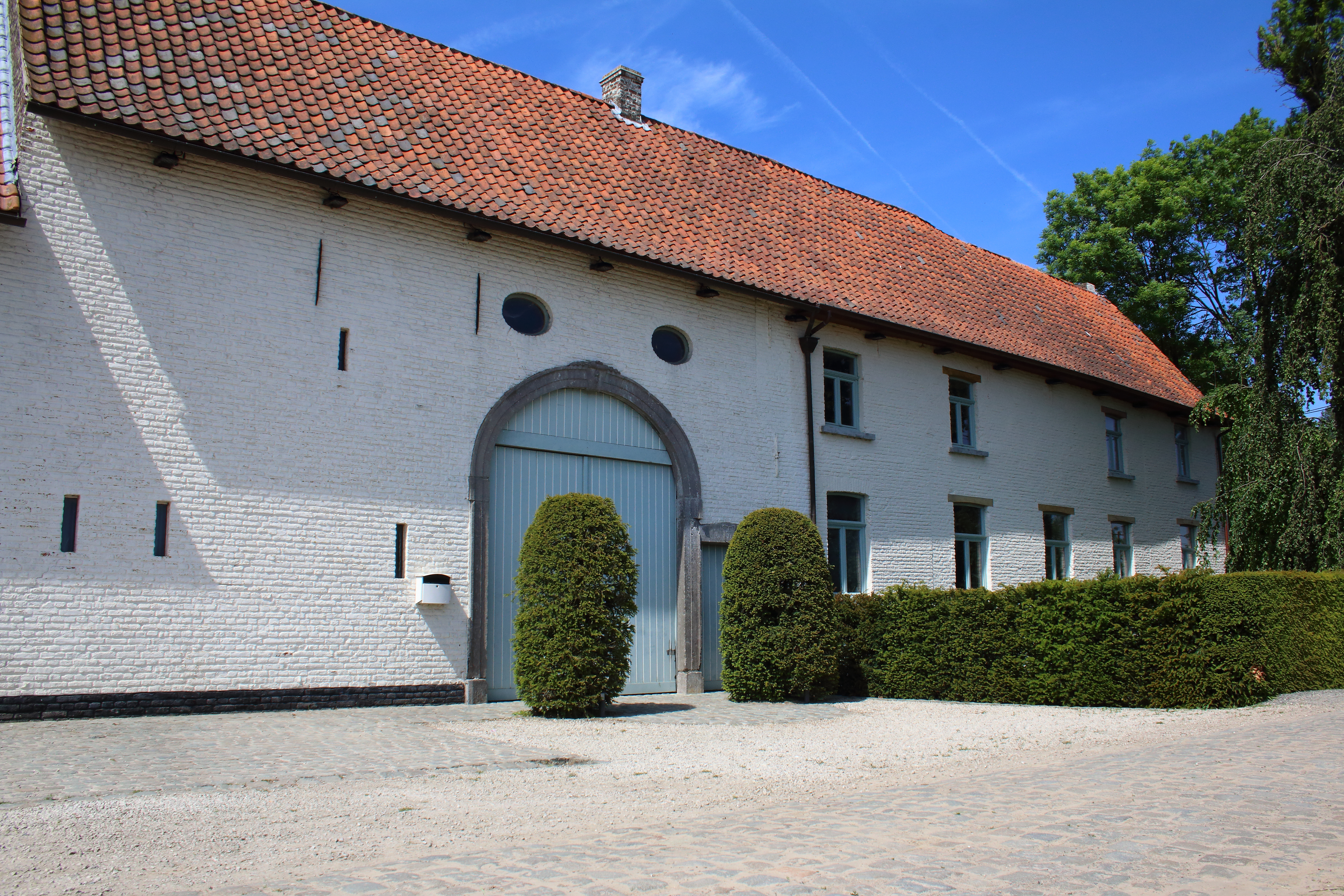
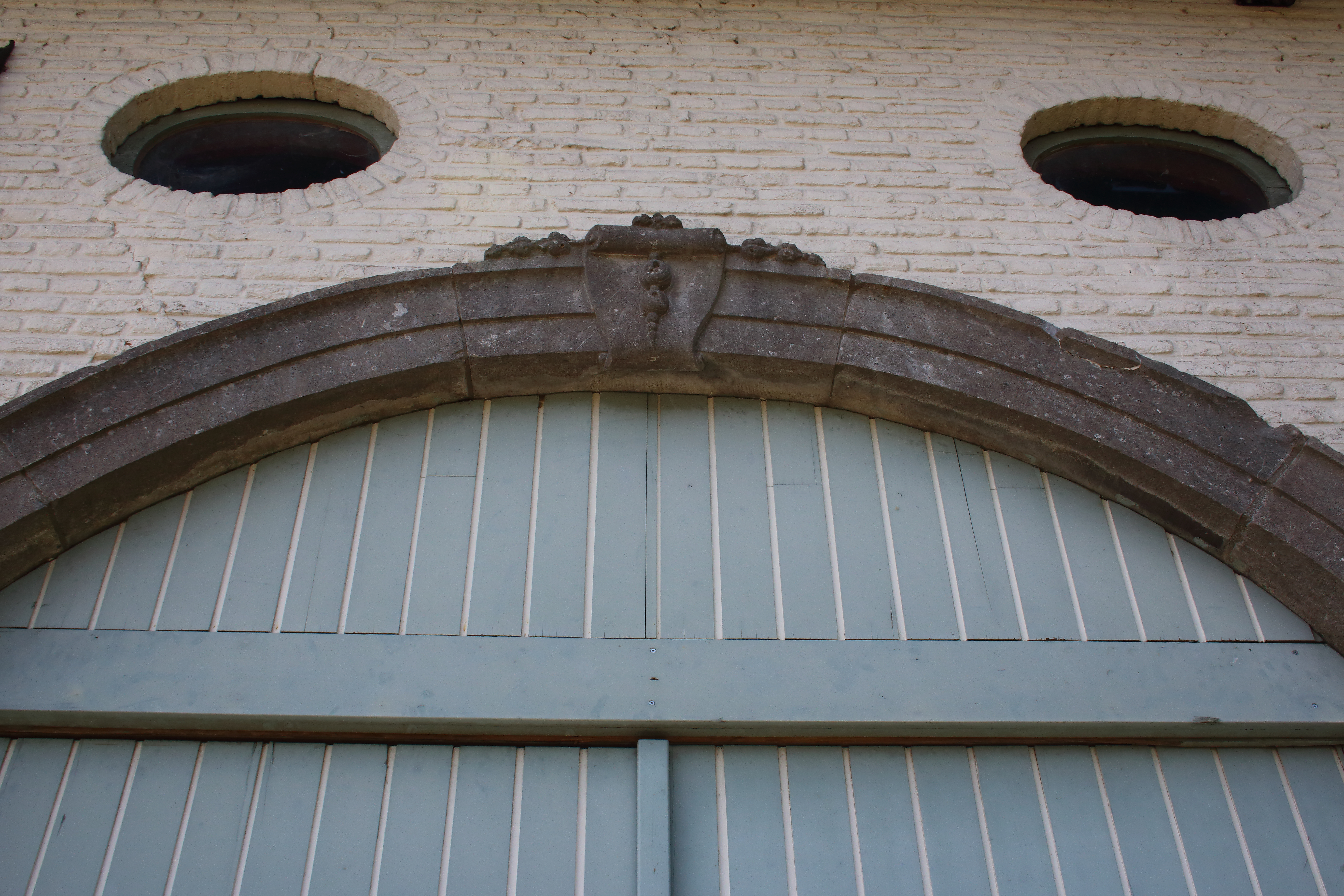
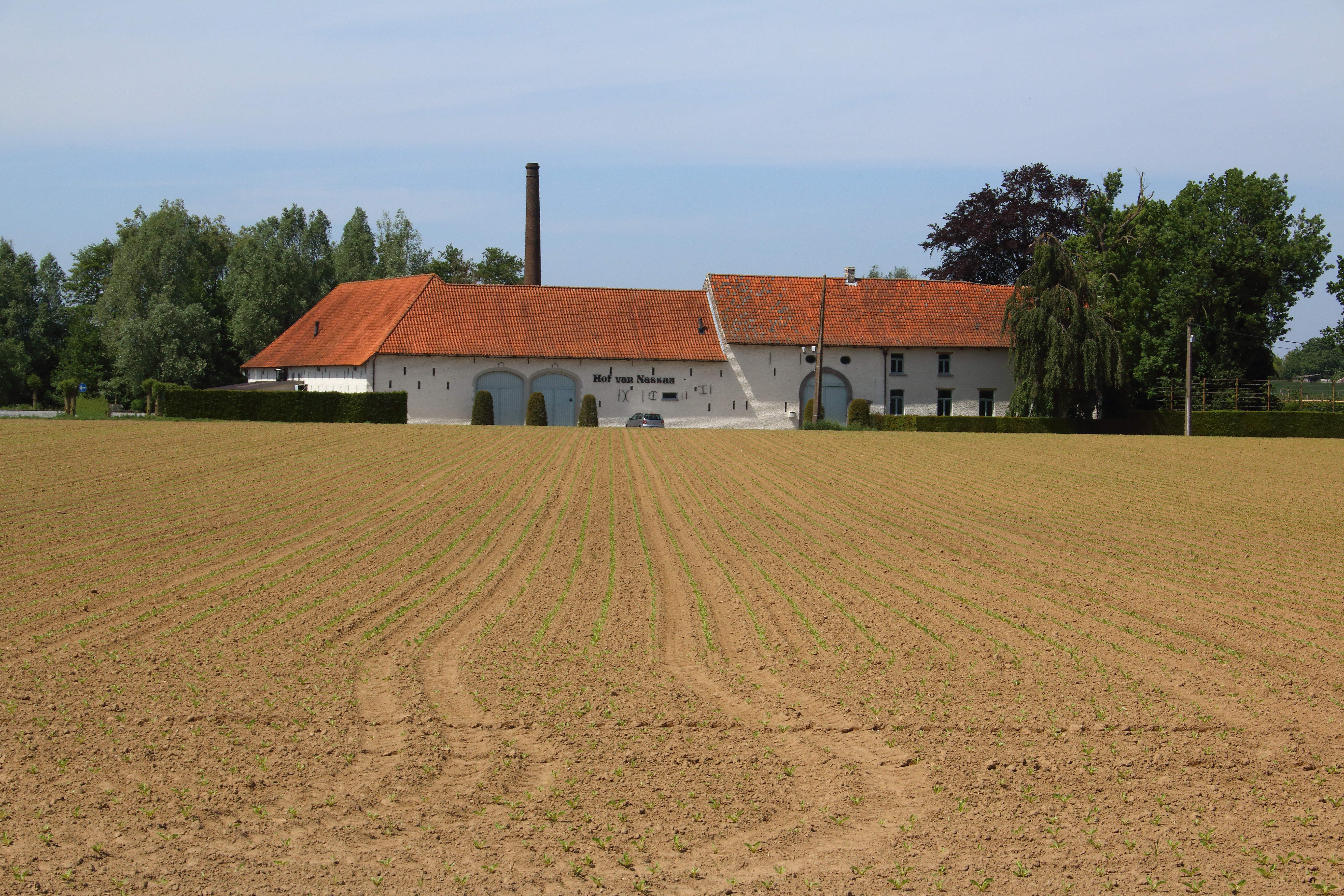
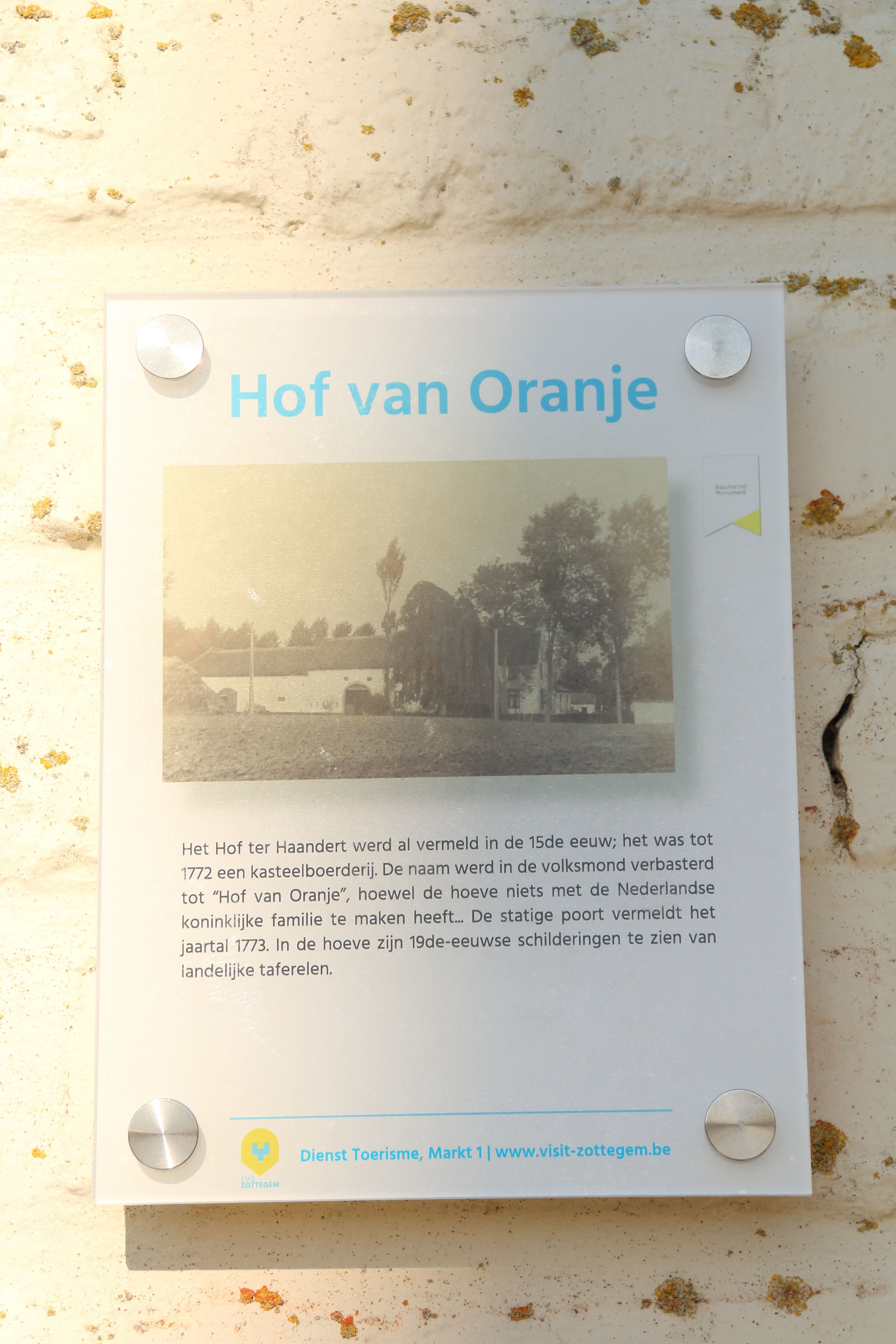